# Friedrich Ludwig Scharf
Friedrich Ludwig Scharf (* 29. Februar 1884 in Münster; † 25. Oktober 1965 in Goßfelden) war ein deutscher Zeichner, Maler und Soldat im Ersten Weltkrieg.

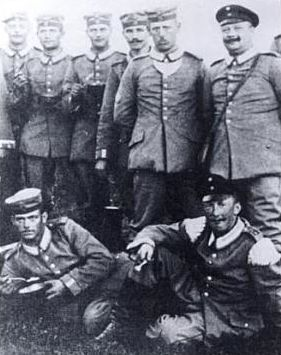
Friedrich Ludwig Scharf (stehend, zweiter von rechts) und weitere Mitglieder des Großherzoglich-Mecklenburgischen Jäger-Bataillons 14

## Leben
Der nach den Signaturen seiner Werke zumeist als Ludwig Scharf bezeichnete Künstler war zum Beginn des Ersten Weltkriegs Berufssoldat im Großherzoglich-Mecklenburgischen Jäger-Bataillon 14, wo er den Rang eines Standartenträgers innehatte. Während des Kriegsverlaufs verbrachte Scharf die meiste Zeit an der Ostfront, wo er sowohl zusammen mit Kavallerieregimentern als auch Reserve- und Landsturmtruppen an Kampfhandlungen teilnahm, aber auch Zeit fand, die Uniformierung und Ausrüstung dieser diversen Einheiten in zahlreichen Aquarellen und kolorierten Holzschnitten exakt festzuhalten. Scharf erwarb 1918 den Rang eines Offiziersstellvertreters. Auch nach 1918 fertigte er, nachweislich bis etwa 1939, weitere Uniformdarstellungen an.
Neben der Darstellung kontemporärer deutscher Uniformen fertigte Scharf auch einige Serien mit zahlreichen Farbabbildungen historischer Uniformen von Armeen diverser europäischer Nationen, einschließlich der türkischen Armee, an. Eine Zusammenarbeit mit Herbert Knötel, dem Sohn des Historienmalers Richard Knötel, ist für einige Bilderserien nachweisbar. Vermutlich nach 1945 war Scharf in Mosbach ansässig und als Zeichner bekannt.

## Werke (Auswahl)
- Zweierlei Tuch.
- Buntes Tuch.[5]
- mit Herbert Knötel: Das Kasket – Handdrucke zur Geschichte der militärischen Tracht. Siegfried Weyr u. a., Wien 1924/25.